# Banys àrabs de Girona
Els banys àrabs de Girona són uns banys àrabs del municipi de Girona declarats bé cultural d'interès nacional. Es troben en un edifici d'estil romànic tardà construït el 1194, imitant l'estructura dels banys musulmans nord-africans.

## Descripció
Els anomenats banys àrabs són en realitat uns banys públics d'època romànica, que segueixen els models de les termes romanes, dels banys musulmans i dels micvés jueus, tradició que fou recuperada a partir del segle xi amb el desenvolupament de les ciutats. L'edifici s'inspira en la tipologia dels banys nord-africans, però els seus elements arquitectònics són plenament romànics: arcs de mig punt, voltes de canó, capitells corintis estilitzats a la manera del segle xiii, etc.
És remarcable el templet octogonal amb vuit esveltes columnes i estructura mixta de canó i trompa cònica, així com la llanterna exterior i les alcoves del caldàrium. Entre els anys 1980-1985 i 1989-1998 s'han efectuat diverses obres de restauració i adequació de l'edifici.

### Capitells
Hi ha capitells esculturats a les vuit columnes de la sala freda i de la llanterna. Els de les sales calentes han estat excessivament restaurats. Els capitells de la piscina octogonal tenen forma rectangular i descansen damunt un astràgal cilíndric i voluminós. Els temes que s'hi troben són, fonamentalment, decoracions vegetals a base de fulles superposades als angles que experimenten nombroses variacions, per exemple, la inclusió de fulles penjant. La tècnica de tots ells és molt semblant i consisteix a desbastar llur massa general i després ornar-los amb regates paral·leles.
Estilísticament reprodueixen esquemes romànics en un moment en què aquests ja no es feien. Això es palesa encara més en els capitells de la llanterna, en els quals s'expressen formes i composicions derivades de les dels capitells interiors però amb menor destresa. Tot i que no es poden establir vincles de taller directes, cal esmentar l'estreta relació formal i iconogràfica de les àguiles que es troben als banys àrabs amb les que apareixen a un capitell del Museu d'art de Girona i en un altre del claustre de Sant Pere de Galligans.

## Història
Els banys àrabs de Girona són en realitat una construcció romànica del segle xii, refeta posteriorment al segle xiii. La primera notícia documental d'aquests banys correspon al 1194, data en què el rei Alfons el Cast cedí les rendes d'aquest edifici a la seu gironina. Arran del setge de 1285 foren enderrocats, de forma que el 1294 Jaume II en feu donació a Ramon de Toilà perquè els reconstruís.
Probablement al segle xvi deixaren de funcionar, i el 1618 foren adquirits per les monges caputxines per tal d'instal·lar-hi el seu convent. A partir de 1929 se n'inicià la restauració, en la qual intervingueren els arquitectes Rafael Masó i Emili Blanch.

## Galeria d'imatges

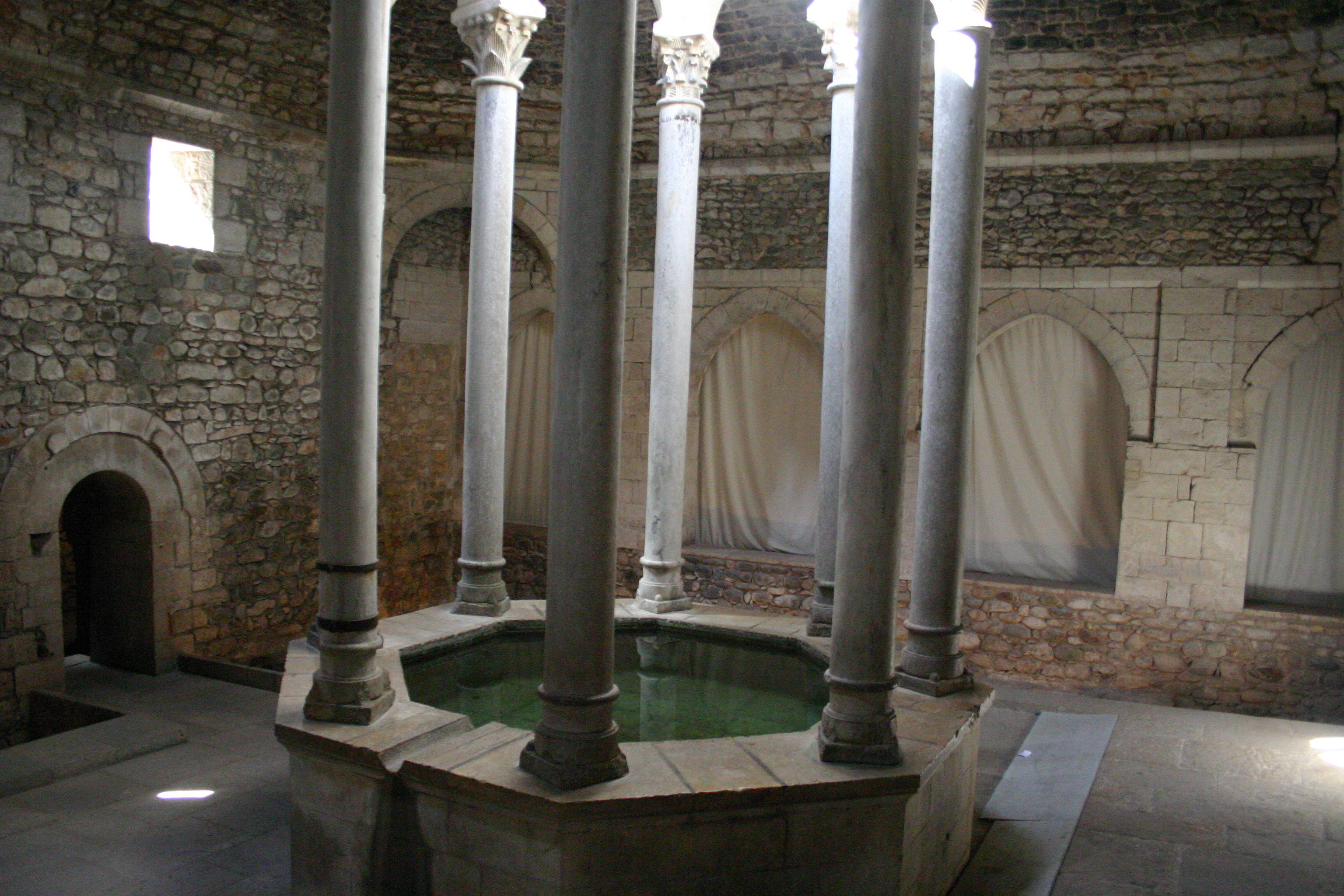
Apodyterium Vestidors
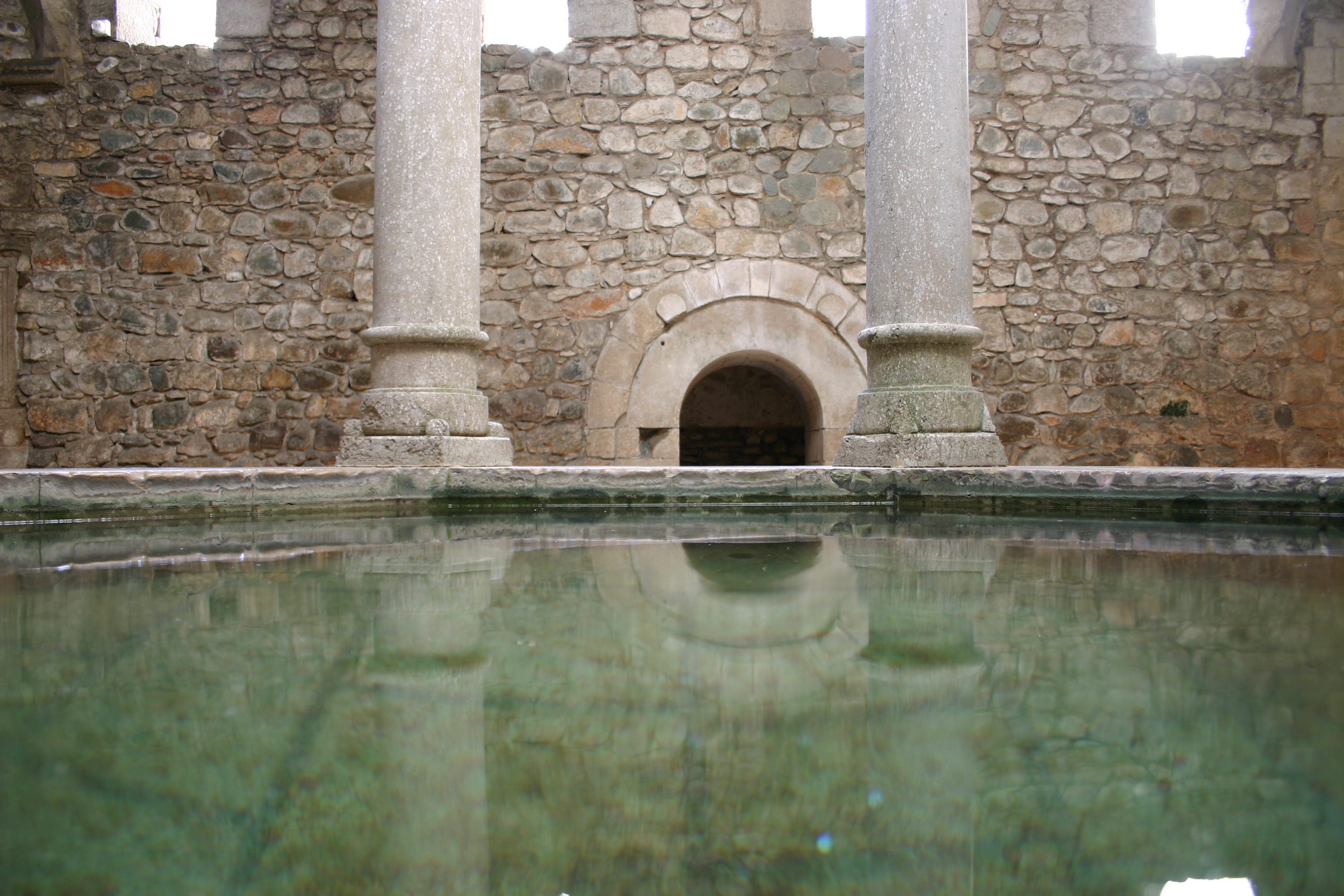
Apodyterium Vestidors
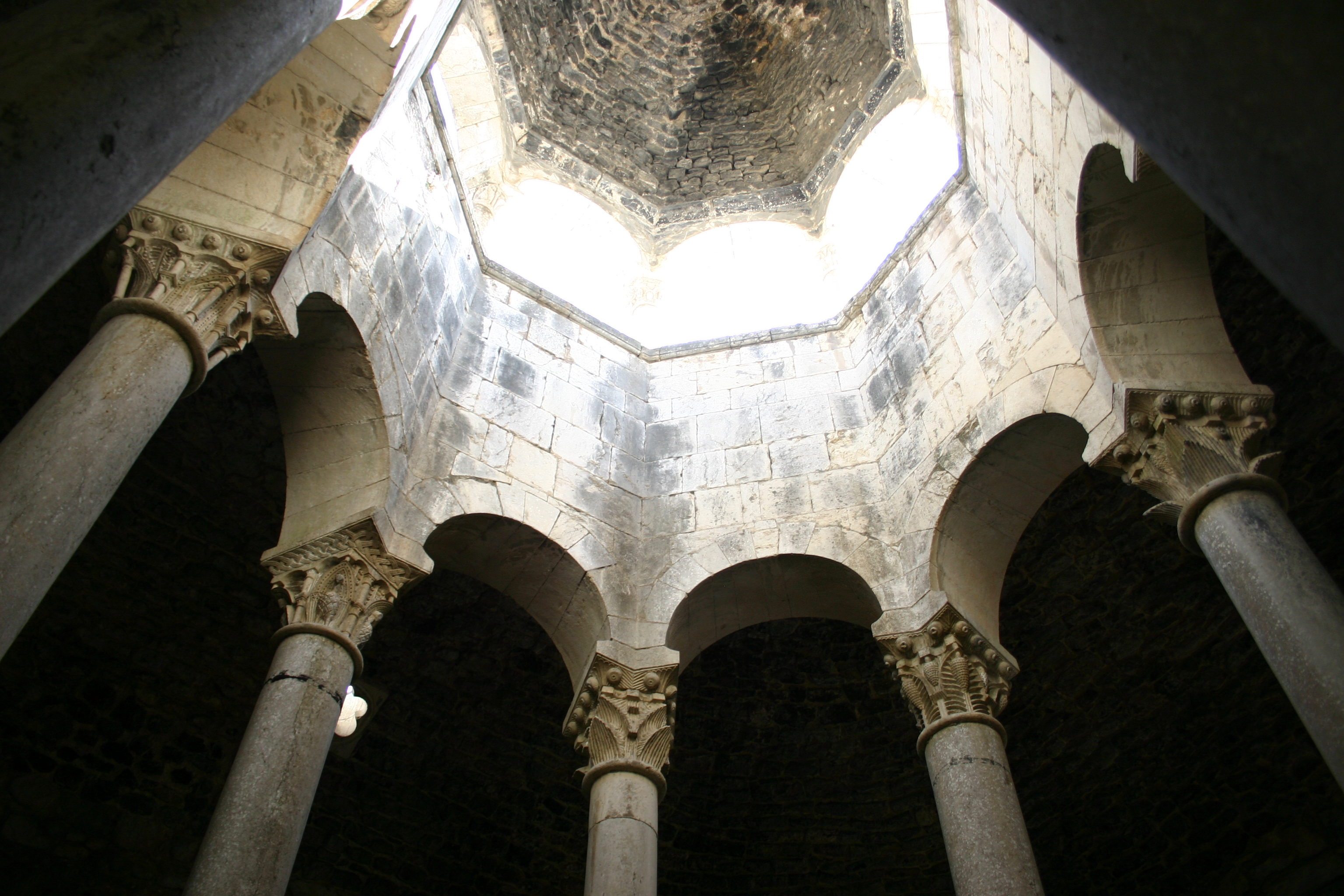
Apodyterium Vestidors
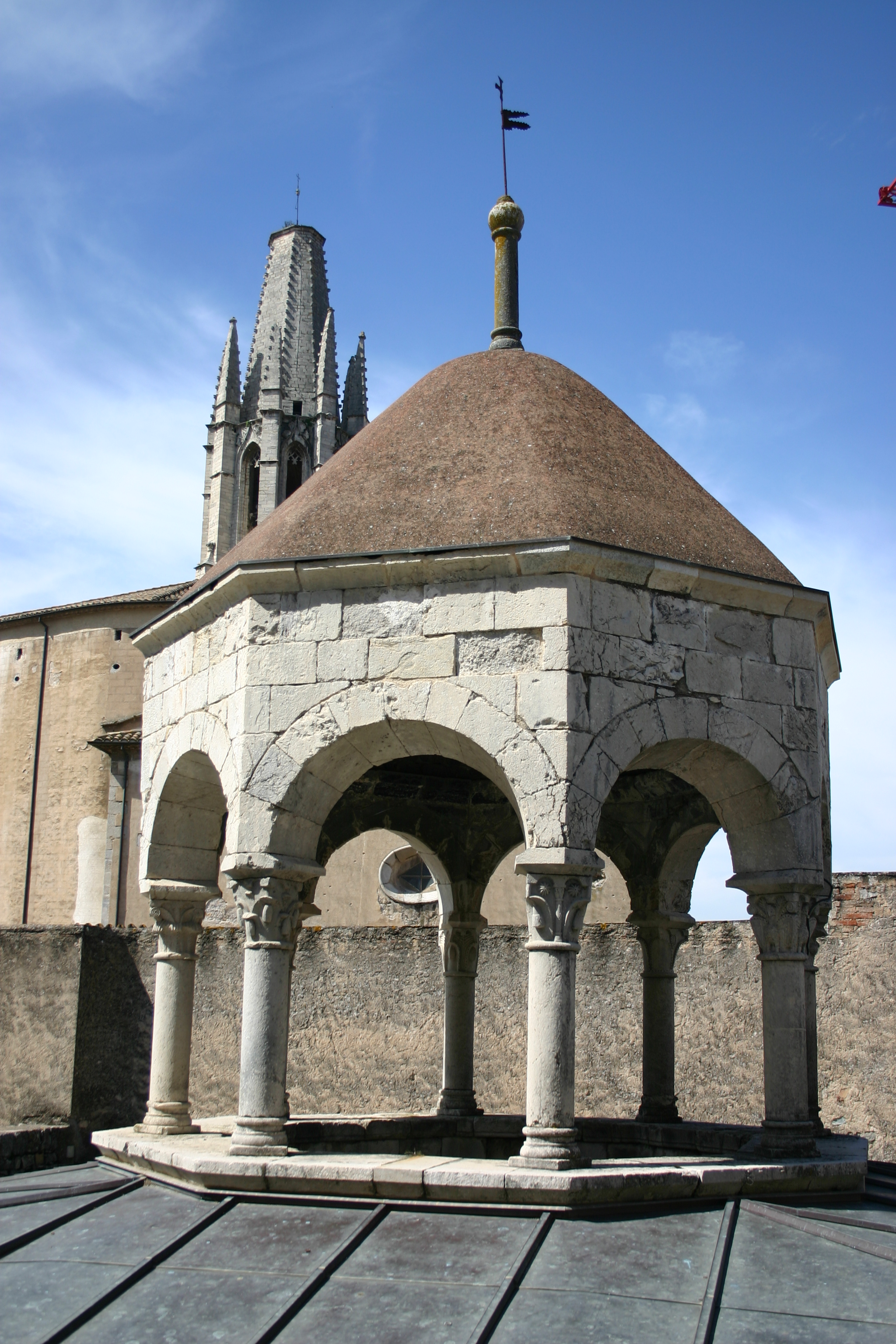
Apodyterium Vestidors
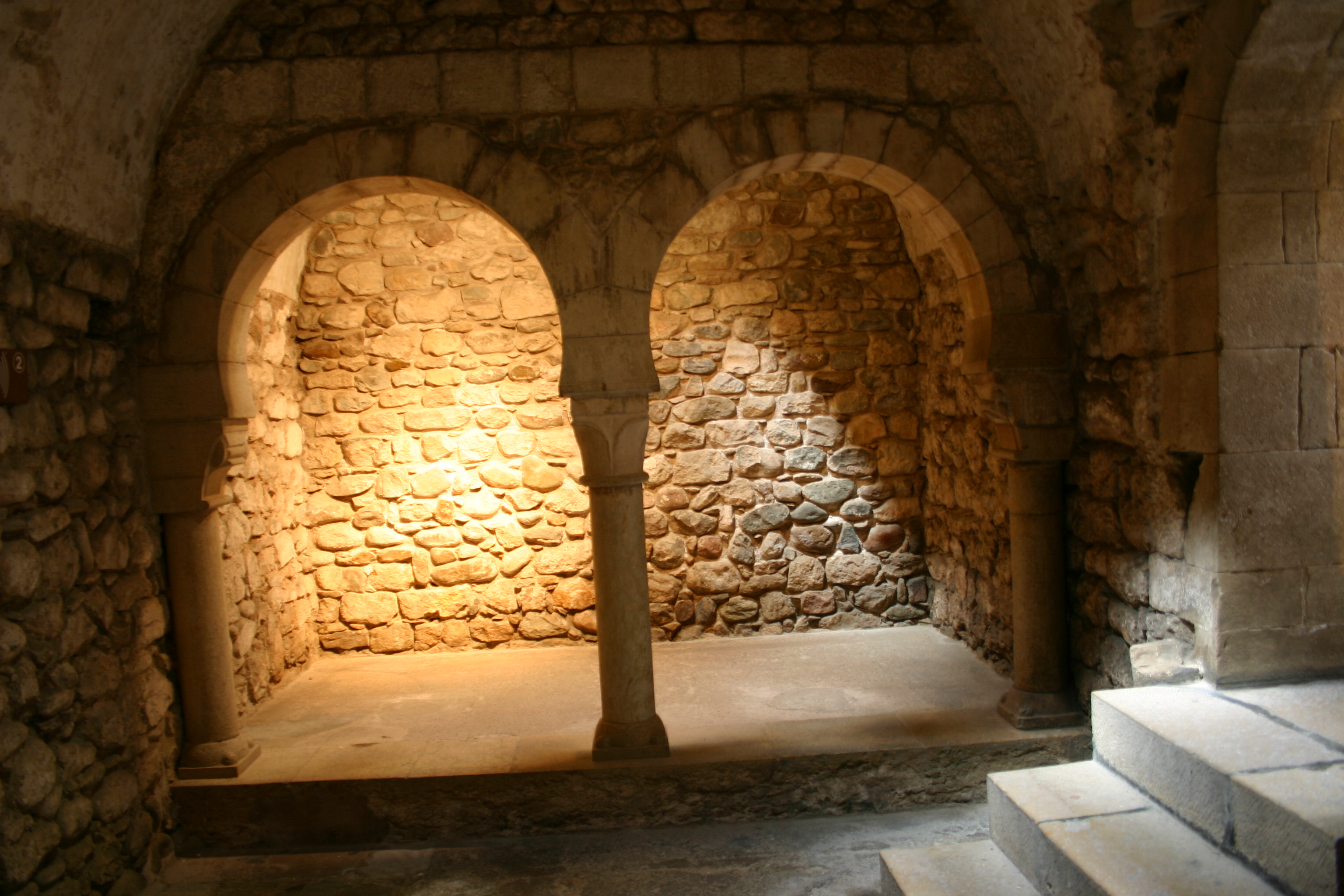
Frigidarium Sala freda
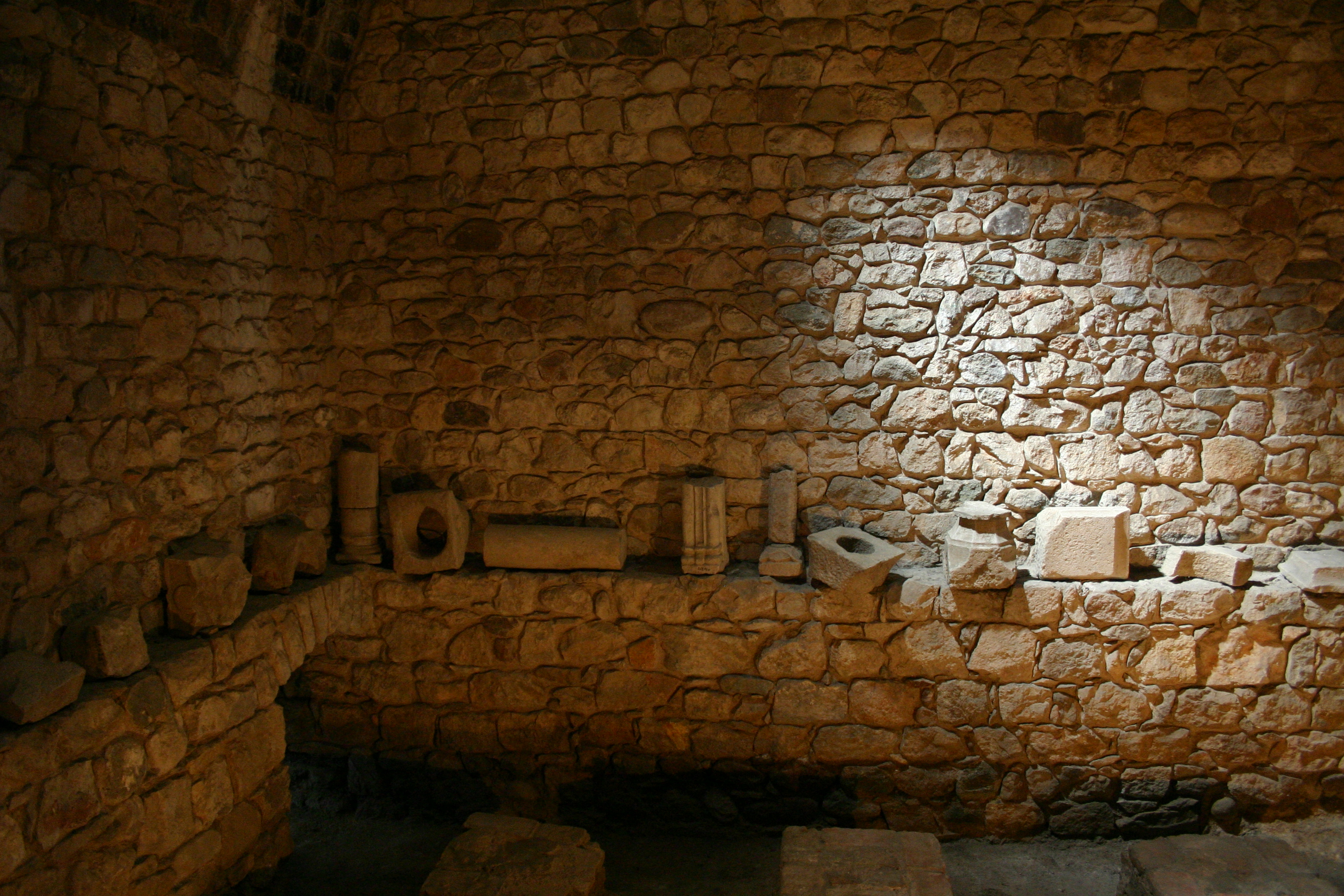
Tepidarium Sala tèbia
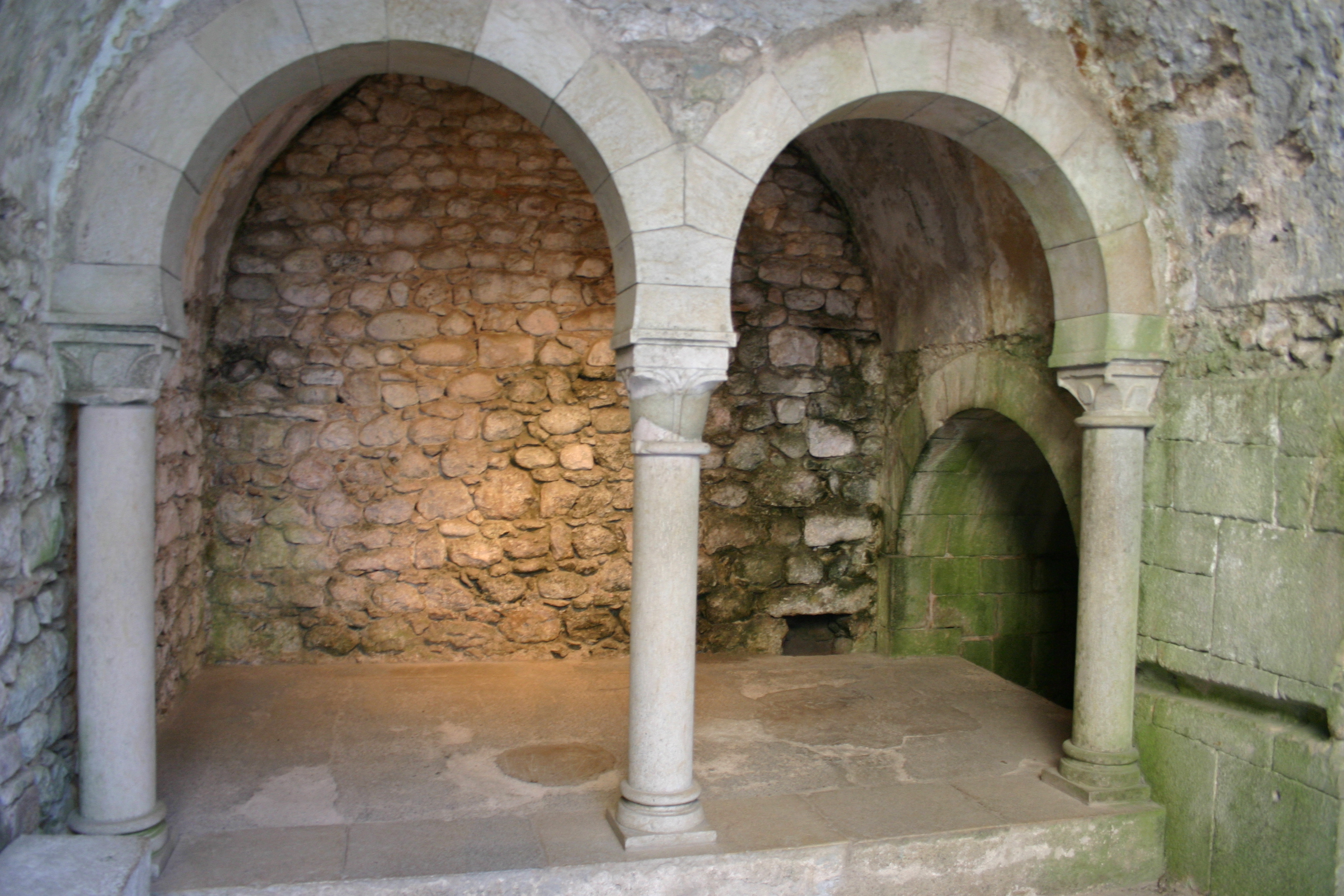
Caldarium Sala calenta
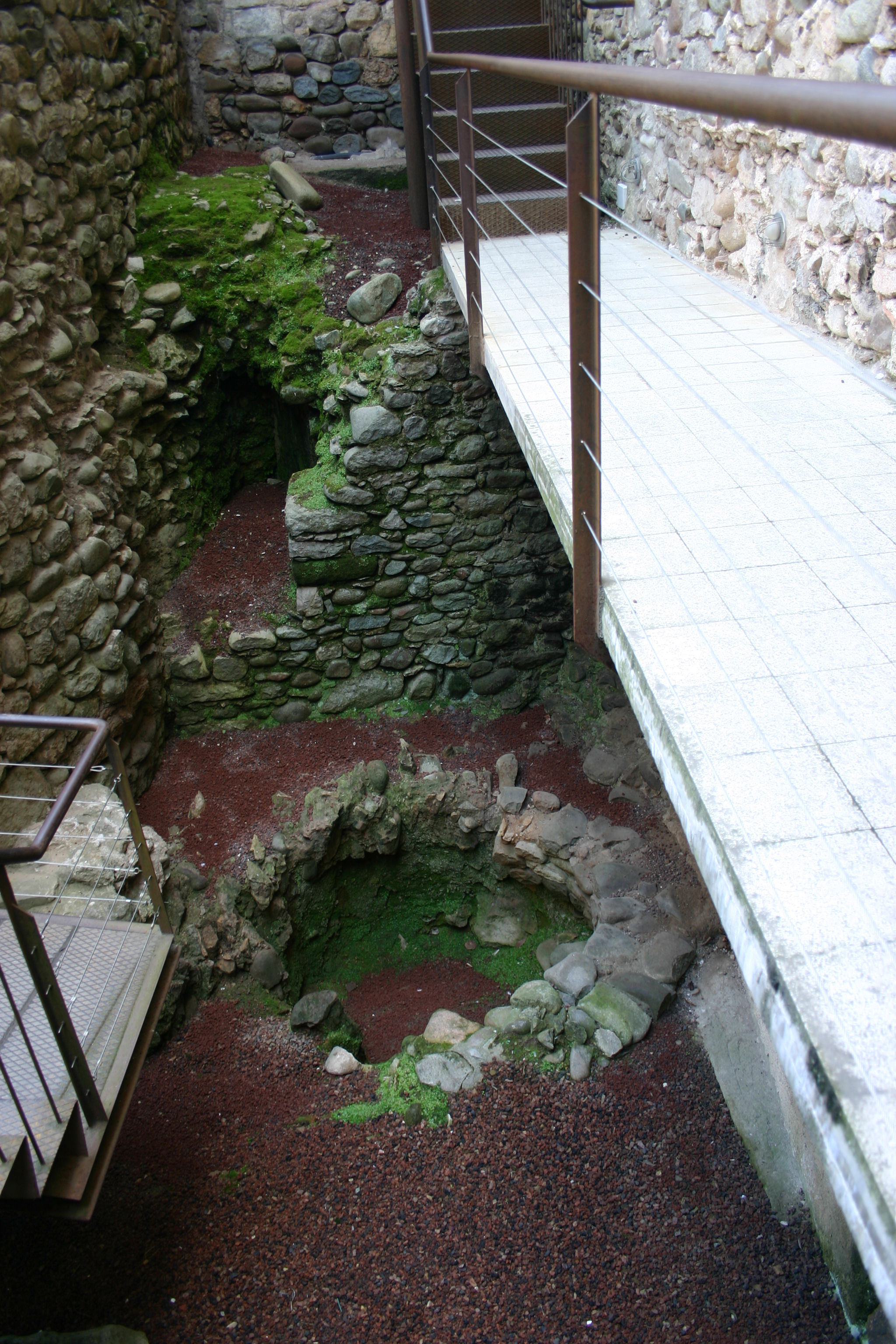
Furnus Forn i caldera